# Gilles de Rome
Pour les articles homonymes, voir Colonna.
Gilles de Rome (Ægidius Colonna ou Columna, Colonne, Romanus, Romain), né à Rome en 1247 et mort le 22 décembre 1316 à Avignon, est un théologien et philosophe italien, surnommé Docteur très fondé (Doctor fundatissimus) et Prince des théologiens (theologorum Princeps).

## Biographie
Le couvent de Sainte-Marie du Peuple à Rome le reçoit comme novice dans la communauté des ermites de saint Augustin. L'université de Paris le reçoit comme élève après le noviciat, en 1269, où il suit les leçons de Thomas d'Aquin. En tant qu'aristotélicien convaincu, il s'inquiète des condamnations universitaires de l'évêque Tempier de 1277 et décide de quitter Paris quelques années ; mais il revient par la suite terminer ses études et devient bachelier de théologie en 1281, puis docteur en 1283 (ou 1284). De cette époque datent les commentaires sur le Cantique des Cantiques et l'Épître aux Romains, sur les Sentences de Pierre Lombard, et sur plusieurs ouvrages d'Aristote.
Il enseigne avec éclat la théologie dans l'université de Paris et son renom le fait choisir par Philippe le Hardi pour être le précepteur de son fils aîné, plus tard appelé Philippe le Bel. C'est à la demande de son élève que Gilles de Rome compose le Du gouvernement des princes (De Regimine principum), et dans lequel il trace le code détaillé des devoirs d'un souverain. Ce livre a été presque aussitôt traduit en français. Lorsque son disciple nouvellement couronné entre dans Paris en 1285, Gilles de Rome le harangue au nom des maîtres de l'Université, et lui déclame un discours censé faire pénétrer la morale de l'Église dans le cœur de ce roi. Ce discours a formé un traité, le De Informatione principum.
En 1287, à Florence, une assemblée générale des religieux de Saint Augustin décrète que sa doctrine sera désormais réputée la saine doctrine, que dans toutes les chaires de l'ordre ses décisions seront admises et soutenues, et que pas un lecteur ne devra s'en écarter.
Il est élu prieur de la province de Rome, puis général de l'ordre des Augustins en 1292. Après l'abdication de Célestin V en décembre 1294, Gilles de Rome compose le Liber de renuntiatione papæ, dans lequel il défend le droit du pape Boniface VIII contre ses adversaires. Voulant témoigner sa gratitude au docte théologien, Boniface VIII lui cède l'archevêché de Bourges en 1295, avec l'assentiment de Philippe le Bel. Il quitte alors sa communauté et l'école pour diriger ce diocèse. Jacques de Viterbe lui succède à l'université de Paris.
Il ne s'en montra pas moins attaché au Saint-Siège dans la querelle du roi et de Boniface VIII : au plus fort de la dispute, Gilles de Rome se rend auprès du Pape et devient un de ses défenseurs les plus énergiques. C'est même à lui qu'on attribue la rédaction de la bulle Unam Sanctam, ainsi qu'un Traité de la puissance ecclésiastique (De ecclesiastica potestate), où il se fait le théoricien d'une forme de théocratie pontificale. Il compose également un traité intitulé Capitula fidei christianæ, à l'usage des missionnaires, et participe au concile de Vienne en 1311, où furent condamnés les Templiers.
Cinq ans plus tard, à la fin décembre 1316, il rend son âme à Dieu dans l'église d'Avignon, mais, suivant une disposition testamentaire, son corps est porté à Paris pour être inhumé dans l'église des Augustins. Sur sa pierre tombale, qui portait un gisant, on pouvait lire :

« HIC IACET AULA MORUM. VIA MVNDICITIE. ARCHIEPHILOSOPHIE ARISTOTELES PERSPICACISSIMVS COMMENTATOR. CLAVIS ET DOCTOR. THEOLOGIE LVX. IN LVCEM REDVCENS DUBIA. FRATER EGIDVS DE ROMA. ORDINIS FRATRVM HEREMITARVM SANCTI AVGVSTINI. ARCHIEPISCOPVS BITVRENSIS. QUI OBIIT ANNO DOMINI .CCC.XVI. DIE VIGESIMA MENSIS DECEMBRIS. »

## De regimine principum

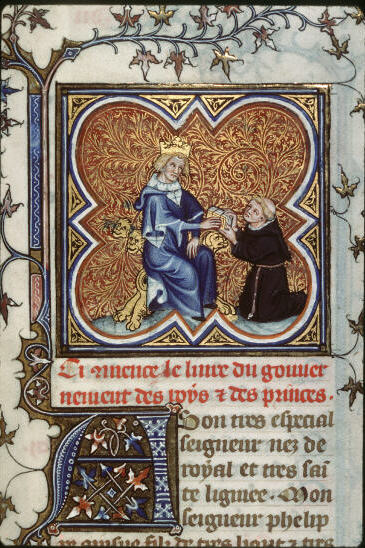
Gilles de Rome remettant son ouvrage à Philippe le Bel

Dans sa première édition (Augsbourg, 1473), le Traité du gouvernement des princes forme un volume in-folio de trois ou quatre cents pages, divisé en trois livres fortement inspirés de l'œuvre d'Aristote : le premier consacré à la morale, le second à la propriété et à l'économie au sens traditionnel, le troisième à la politique.
Dans le premier livre, il loue les Anciens d'avoir placé la contemplation au-dessus de l'action, et l'action au-dessus des plaisirs des sens. Cependant, l'action, selon lui, est impuissante sans la charité, et la contemplation sans la grâce. Et ce qu'Aristote appelle du nom d'amitié, c'est le dévouement, l'humanité, un sentiment très voisin de la charité. Il rappelle aux princes et aux rois que ce n'est pas assez pour eux de chercher le bonheur au-dessus des plaisirs, des richesses, de la gloire, mais que même l'exercice légitime du pouvoir ne doit point leur suffire ; l'âme doit chercher une félicité encore plus haute dans la contemplation et la connaissance de la vérité : car plus est élevé le rang que l'homme occupe ici-bas, et plus il doit chercher à ressembler à Dieu.
Dans le deuxième livre, il traite d'abord de la société conjugale : au nom de la raison et du droit naturel, le mariage doit être indissoluble, et l'homme ne doit épouser qu'une seule femme. Les princes doivent aussi éviter la consanguinité dans leurs alliances, afin d'étendre le plus possible les liens qui les unissent entre eux. Ce n'est point d'après les conseils des femmes que la maison doit être dirigée, et il ne faut point non plus leur confier ses secrets. Cependant, il faut les traiter comme nos compagnes, et non comme nos esclaves. Le but immédiat du mariage, c'est de continuer l'espèce humaine. Les devoirs des parents envers leurs enfants sont l'instruction et l'éducation. L'instruction, c'est l'enseignement du trivium et du quadrivium. L'éducation est quant à elle divisée en trois époques, pendant lesquelles sont enseignées l'histoire, l'éducation morale et la gymnastique. Concernant la propriété individuelle, il essaye de concilier la doctrine biblique et celle d'Aristote. Il se rapproche finalement de ce dernier et de saint Augustin pour légitimer l'esclavage. Il recommande aussi aux princes d'avoir toujours leurs caisses garnies d'or et d'argent, pour n'avoir point recours à l'emprunt.
Dans le troisième livre, Gilles de Rome fait la distinction entre la monarchie et la tyrannie, et convient que la monarchie héréditaire est le gouvernement le plus adapté. Il distingue aussi la loi civile et la loi religieuse. Il parle en termes excellents de la justice, des qualités morales et des connaissances qui conviennent à un juge, de la nécessité d'introduire l'équité dans la loi et de la différence qui existe entre le droit naturel et le droit positif. Il termine par un chapitre sur l'art militaire qui n'est qu'une reproduction de l'ouvrage de Végèce : De re militari.
La renommée de cet ouvrage est parvenue jusqu'à Dante Alighieri qui le cite dans son Banquet (IV, XXIV, 9).

## De ecclesiastica potestate

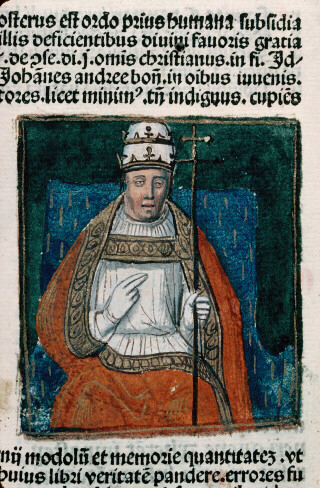
Boniface VIII

Le Traité de la puissance ecclésiastique, écrit à Rome pendant la querelle de Boniface VIII avec Philippe le Bel, est dédié au souverain pontife. En vérité, Gilles de Rome ne fait que réduire en système les prétentions théocratiques exposées dans les trois bulles de Boniface VIII : Ausculta fili, Clericis laicos et Unam Sanctam.
Le Romain soutient que le souverain pontife est l'arbitre de l'âme, et par là de l'homme tout entier. Or s'il est ici-bas, comme Dieu lui-même, le souverain maître de la créature humaine, il a nécessairement le même pouvoir sur la société. Il appartient donc au chef de l'Église d'instituer les rois et de les détrôner quand il les juge indignes du rang qu'ils tiennent de lui. Ce que le corps est à l'âme, ce que la matière est à l'esprit, le pouvoir temporel l'est au pouvoir spirituel; ou, pour parler plus exactement, les deux pouvoirs, figurés par les deux glaives, sont dans la main du Vicaire de Dieu, quoiqu'il ne les exerce pas de la même manière. Il retient pour lui le pouvoir le plus élevé, le pouvoir spirituel, tandis que l'autre est confié par délégation aux princes séculiers, afin qu'ils en usent suivant ses ordres et sous la pression de son contrôle. De là cette maxime qui diffère à peine par l'expression de celle que nous l'on trouve dans le Traité du gouvernement des princes de Thomas d'Aquin : « Il est évident que l'art de gouverner les peuples consiste à les coordonner aux lois de l'Église, comme la matière est coordonnée à la forme. »
Maîtresse de la société, parce qu'elle est maîtresse de l'homme, maîtresse de l'homme parce que Dieu lui a donné le gouvernement des âmes, l'Église ne peut pas admettre qu'il existe une institution quelconque en dehors de son autorité. Les droits qu'elle exerce sur les personnes, sur les personnes publiques comme sur les personnes privées, atteignent donc nécessairement les propriétés. Nul ne peut posséder légitimement, soit un champ, soit une vigne ou quelque chose que ce soit, s'il ne les possède sous l'autorité de l'Église et de par l'Église. « L'enfant qui recueille la succession de son père est moins redevable à son père qu'à l'Église : car si son père l'a engendré selon la chair, l'Église l'a régénéré selon l'esprit, et autant l'esprit l'emporte sur la chair, autant les droits que sa régénération spirituelle lui confère l'emportent sur ceux qu'il tient de sa génération charnelle. » De là une autre conséquence encore plus audacieuse, s'il est possible : c'est que les hérétiques, les mécréants, tous ceux qui vivent en dehors de l'Église et même les fidèles, avant d'avoir reçu l'absolution d'un péché mortel, sont absolument indignes de posséder, et au lieu d'être les propriétaires de leurs biens, n'en sont que les détenteurs injustes. Cependant, l'auteur du Traité de la puissance ecclésiastique ne tarde pas à reconnaitre que la puissance de l'Église, telle qu'il la veut, telle qu'il la conçoit, admet difficilement une limite.

## Autres ouvrages

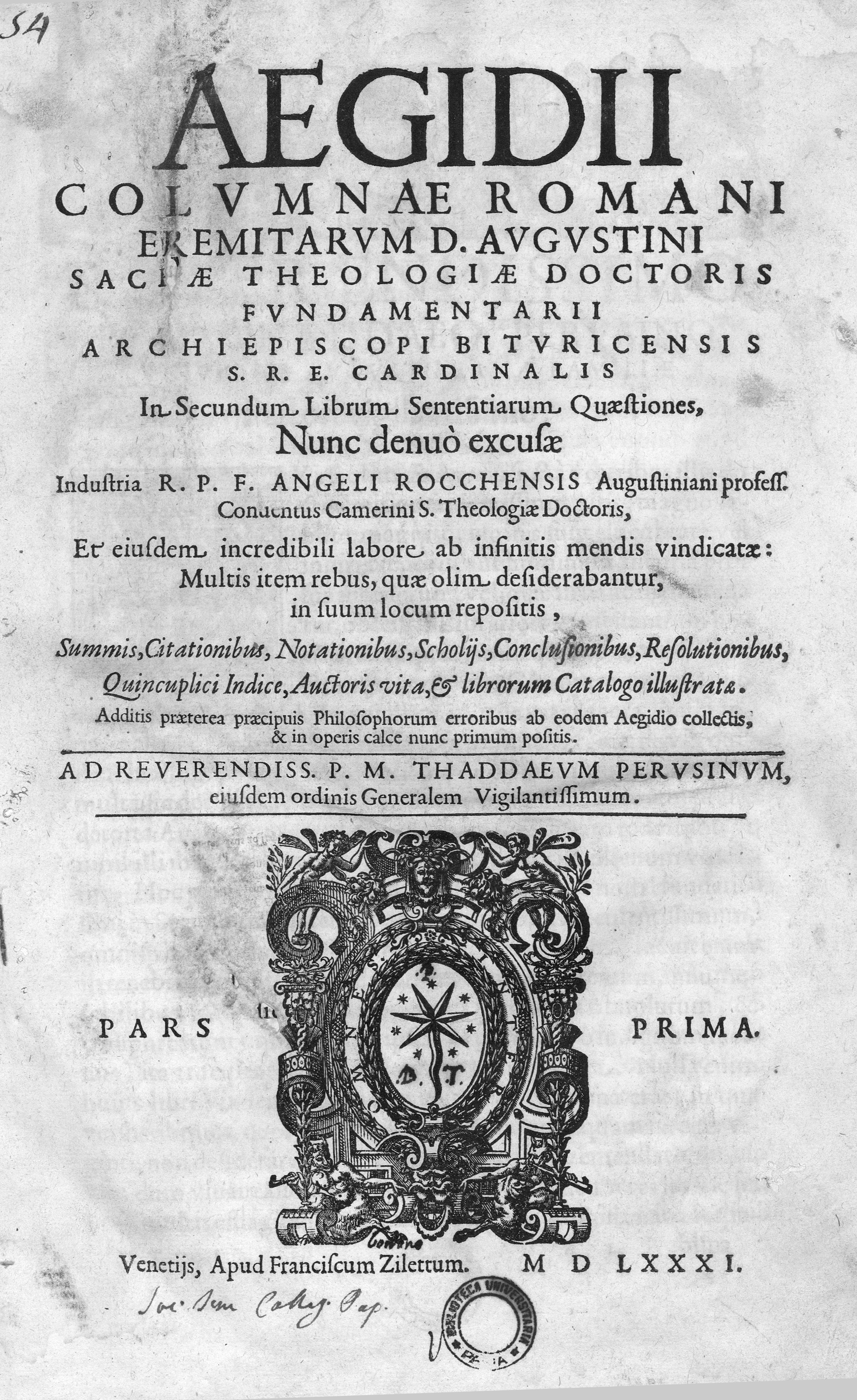
In secundum librum sententiarum quaestiones, 1581

Le rhéteur a composé des commentaires sur la Rhétorique d'Aristote, et le dialecticien sur l’Art ancien, ainsi qu'un De Medio demonstrationis. L’Art ancien comprenait ici les Universaux, les Prédicaments, les Six Principes de Gilbert de la Porrée, l’Interprétation.
Le philosophe a produit encore des Questions métaphysiques et des traités sur l'Être et l'Essence, la Matière du ciel contre Averroès, les Degrés des formes accidentelles, la Différence entre l'Éthique, la Politique et la Rhétorique, les Parties essentielles de la philosophie, la Formation du corps humain, le Livre des causes, la Bonne Fortune, la Mort et la vie.
Le théologien a donné au public des études sur la Résurrection des morts, la Sainte-Trinité et la foi catholique (commentaire sur la décrétale Firmiter), la Célébration des messes (commentaire sur la décrétale Cum Marthæ), l’Oraison dominicale et la Salutation angélique, le Tractatus de corpore Christi, les Theoremata quinquaginta de corpore Christi, les Theoremata de hostia consecrata, la Distinction des articles de foi, l’Arche de Noé, le Caractère dans les sacrements, la Divine influence sur les bienheureux, les Louanges de la sagesse divine, la Prédestination, la Prescience, le Paradis, l’Enfer, le Péché originel, le Mouvement, la Composition, le Lieu et la Mesure des anges, la manière dont les rois, en ce qui concerne les biens, appartenant à la couronne, peuvent exercer des œuvres de libéralité.
Quelques autres opuscules ont encore eu les honneurs de l'impression : De Intentionibus in medio ; De Deviatione malorum culpæ a Verbo ; De Erroribus philosophorum ; De Intellectus possibilis Pluralitate ; De Subjecto theologiæ ; Oratio in coronatione regum Francorum ; un commentaire sur les deux Épîtres aux Corinthiens, sur les Livres des Éthiques, un traité des Idées et des formes, diverses questions posées et résolues, divers commentaires des œuvres de Boèce et Aristote.
Également attaché à Thomas d'Aquin dans le domaine de la théologie, Gilles de Rome en prit vaillamment la défense dans une circonstance critique. Un professeur d'Oxford, du nom de Guillaume de La Mare, de l'ordre des Franciscains, avait fait œuvre de mauvais interprète de plusieurs points de doctrine enseignés par le Docteur angélique, dans un ouvrage nommé Reprehensorium ou Correctorium D. Thomæ. Gilles de Rome s'empressa d'opposer le Defensorium seu Correctorium corruptorii librorum S. Thomæ Aquinatis (Venise, 1516, in-fol.). Il n'est pas étonnant que le docteur ait été pour beaucoup dans l'adoption des doctrines thomistes au sein des Augustins.
Quelle qu'ait été la fécondité, quel qu'ait été le renom de ce docteur, il n'y a rien de nouveau dans ses écrits si nombreux et si divers : c'est un interprète, un apologiste fervent de Saint Thomas. Ou bien il défend Saint Thomas, ou bien il provoque ses adversaires. Cependant, Henri de Lubac note plus encore l'influence du Pseudo-Denys et celle d'un aristotélisme à la manière d'Averroès.

## Éditions modernes
- De regimine principum doctrina (Traité sur le gouvernement des princes, vers 1280), éd. V. Courdaveaux, Paris, 1857.
- Aegidii Romani Opera omnia, Florence, Olschki, 1987.
- De ecclesiastica potestate (Du pouvoir de l'Église, 1301-1302), éd. R. Scholz, Weimar, 1929.
- De erroribus philosophorum (Des erreurs des philosophes), in P. Mandonnet, Siger de Brabant et l'averroïsme latin au XIIIe siècle, Louvain, Institut supérieur de Philosophie, 1908-1911.
- De erroribus philosophorum, texte latin et traduction anglaise in J. Koch, Errores philosophorum. Critical text with Notes and Introduction, Marquette University Press, 1944.
- Théorèmes de l'être et de l'essence (Theoremata de esse et essentia, vers 1280), Paris, Les Belles Lettres, 2011.